# Corduene

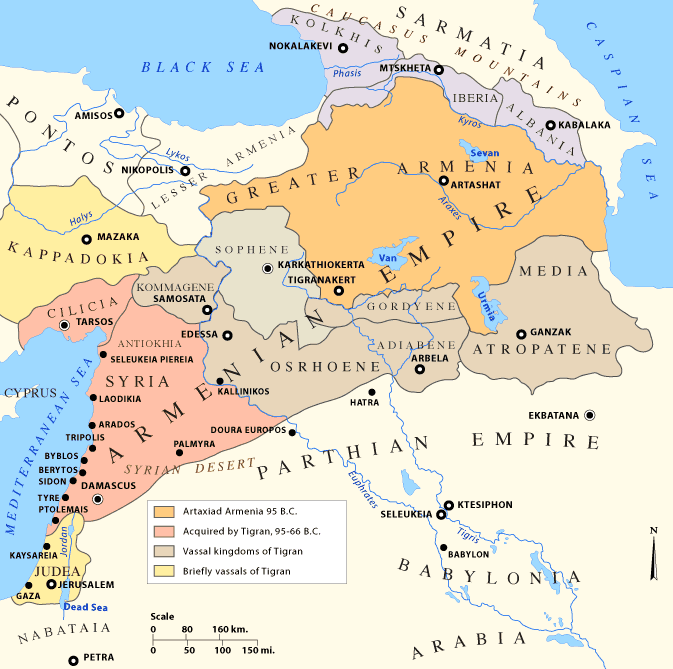
Armenia sub Tigranes al II-lea cel Mare

Corduene (de asemenea Gorduene, Cordyene, Cardyene, Carduene, Gordyene, Gordyaea, Korduene,Gordian; în armeană Կորճայք, în greacă Κορδυηνή, în ebraicăקרטיגיני) a fost o regiune antică aflată în nordul Mesopotamiei (azi în sud-estul Turciei și nordul Irakului). Este o parte a Kurdistanului și prezintă numele Kurdistan. 
În conformitate cu Encyclopaedia Britannica, Gordiene este numele vechi al regiunii Bohtan (în prezent provincia Șırnak din Turcia). Este de menționat ca Beth Qardu în sursele siriene este descris ca un stat vasal mic între Armenia și Persia, în zonele montane de la sud de lacul Van din Turcia modernă. 
Aceasta a fost citată în calitate de țară a Carduhienilor, un district muntos fertil, bogat în pășuni. Cele trei principate: Corduene, Moxoene și Zabdicene sunt menționate ca fiind conduse de dinastii Carduhiane de Toumanoff. Regatul Gordyene a apărut concomitent cu declin Imperiului Seleucid și pentru cea mai mare parte a istoriei sale, a fost o provincie a Imperiului Roman și a recunoscut suveranitatea Romei. Între189 și 90 î.Hr. ea s-a bucurat de o perioadă relativă de independență. Oamenii din Gorduene au fost cunoscuți ca fiind închinându-se zeului hurit al cerului Teșub.